# Ложе из гвоздей

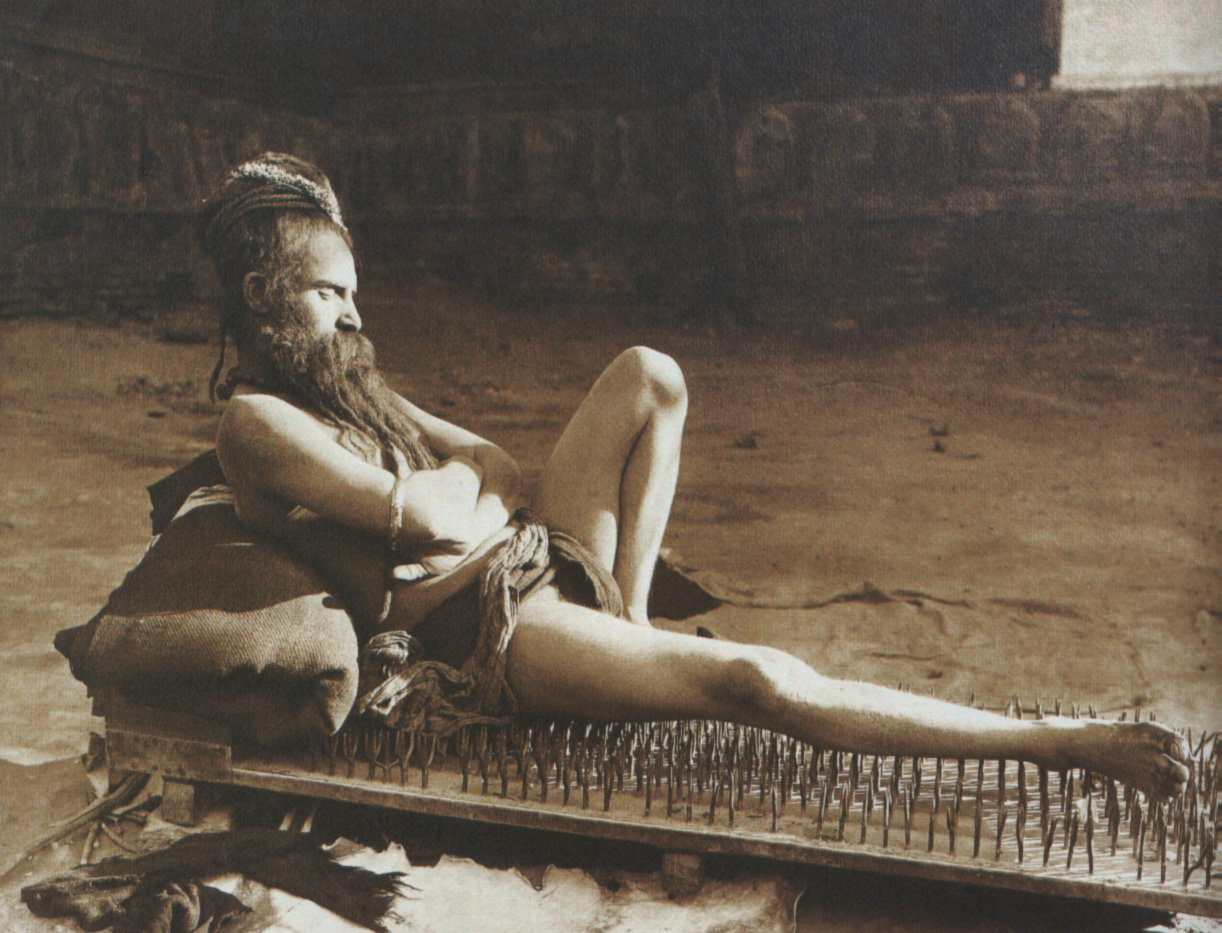
«Факир из Бенареса» (1907), фотография Герберта Понтинга

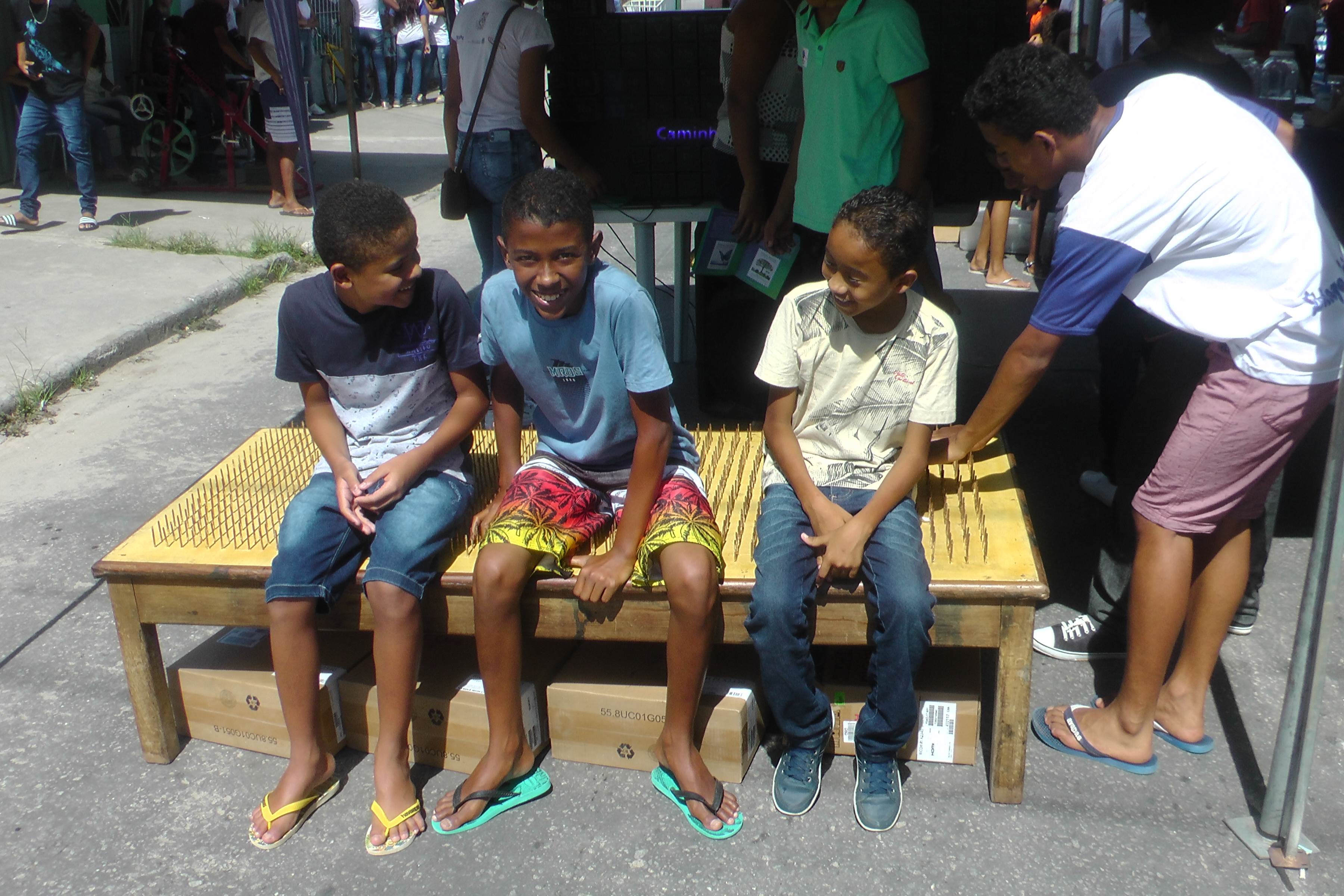
Бразильские школьники на занятии по популяризации науки

Ложе из гвоздей или «доска садху», «доска риши» — устройство в виде доски с вбитыми в неё в вертикальном положении гвоздями с обращёнными вверх остриями. Может показаться, что любой, кто ляжет (как «факир» на верхней иллюстрации), или сядет (как школьники на занятии по популяризации науки на нижней иллюстрации) или встанет босыми ногами (как на изделие англ. Sadhu board, производимое несколькими компаниями) на эти острия, будет травмирован, но это не так. Если гвозди расположены достаточно часто, то вес тела распределяется так, что давление, производимое каждым гвоздём, недостаточно, чтобы поранить кожу. Помимо фокусов и физической демонстрации может использоваться для медитации. Лечебное воздействие, такое как облегчение боли, приписываемое такого рода устройствам, некоторые объясняют рефлексотерапией (псевдонаучной концепцией)
Самое долгое стояние на доске с гвоздями, зафиксированное в Книге рекордов Гиннесса: Георгий Горгиладзе (Россия) 10 ноября 2018 года простоял на доске с гвоздями 12 часов 8 минут.